# المصيدة (فلم 1963)
المصيدة هو فيلم مصري عرض عام 1963، بطولة فريد شوقي وعايدة هلال ومحمود المليجي، ومن إخراج طلبة رضوان.

## قصة الفيلم
ينقل حسين مدرس التاريخ إلى إحدى القرى بالصعيد، وعلم خلال ركوبه القطار أن هذه القرية وما حولها تتعرض دائمًا لهجمات عسران وعصابته. يعلم حسين أن عصابة عسران تنوي قتل العمدة، ورغم حماقات حسين العديدة إلا أنه كان السبب في إنقاذه وعلمت البلد بذلك، كما علموا بأن عسران سينتقم منه.

## طاقم التمثيل
- فريد شوقي: (حسين)
- عايدة هلال: (تهاني - بنت العمدة)
- محمود المليجي: (عسران - زعيم العصابة)
- إبراهيم عمارة: (العمدة)
- وداد حمدي: (يمنية الخادمة)
- محمد حمدي: (الضابط)
- ناهد صبري: (راقصة)
- علي رشدي: (ناظر المدرسة)
- عمر عفيفي: (مدرس)
- فوزى درويش: (مدرس)
- إسكندر منسي
- سمير عارف: (الطفل محفوظ)
- كوثر رمزي
- محمود مختار
- محسن حسنين
- علي عرابي
- حسين إسماعيل: (مخبر)
- محمد شوقي: (الكمسري)
- عباس الدالي: (فلاح)
- سيد العربي
- أنور مدكور
- علي كامل
- عبد الحميد بدوي
- زكي الحرامي
- دنجل
- طوسون معتمد: (من عصابة عسران)
- عبد الغني النجدي: (خليفة)
- امتثال زكي: (راقصة)

## فريق العمل
- إخراج: طلبة رضوان
- قصة وسيناريو: طلبة رضوان
- حوار: محمد كامل عبد السلام
- مدير التصوير: محمود فهمي
- مونتاج: حسين أحمد، جميل عبد العزيز
- موسيقى تصويرية: فؤاد الظاهري
- إنتاج: السينمائيين المتحدين (عبد العزيز فهمي)
- توزيع داخلي: السينمائيين المتحدين (عبد العزيز فهمي)
- توزيع خارجي: المتحدة للسينما (صبحي فرحات)

## أغاني الفيلم
- المولد
  - غناء: محمد العزبي، عصمت عبد العليم
  - تأليف: فتحي قورة
  - تلحين: سيد مكاوي
- الزفة
  - غناء: ابتسام عبد العزيز
  - تأليف: حسيب غباشي
  - تلحين: صلاح عبد الحميد